# Broad Top City
Broad Top City es un borough ubicado en el condado de Huntingdon en el estado estadounidense de Pensilvania. En el año 2000 tenía una población de 384 habitantes y una densidad poblacional de 232 personas por km².

## Geografía
Broad Top City se encuentra ubicado en las coordenadas 40°12′6″N 78°8′23″O / 40.20167, -78.13972.

## Demografía
Según la Oficina del Censo en 2000 los ingresos medios por hogar en la localidad eran de $27,500 y los ingresos medios por familia eran $33,056. Los hombres tenían unos ingresos medios de $28,438 frente a los $21,250 para las mujeres. La renta per cápita para la localidad era de $12,788. Alrededor del 19.8% de la población estaba por debajo del umbral de pobreza.